# Kyle Jacobs
 Kyle Christopher Jacobs (26 de junio de 1973-Nashville Tennessee, 17 de febrero de 2023) fue un compositor, vocalista, guitarrista y pianista estadounidense de música country, así como miembro del personal de Curb Music desde 2003. Jacobs escribió música para piano y guitarra.  Su ciudad natal era Bloomington, Minnesota.

## Carrera
Jacobs fue el coautor del sencillo de Garth Brooks, "More Than a Memory", que se convirtió en la primera canción en debutar en el número uno en la lista Country Singles de Billboard en toda su historia. Además de compartir los derechos del éxito Top 10 de Kimberley Locke, "8th World Wonder", las canciones de Jacobs han sido grabadas por artistas como Trace Adkins, Jo Dee Messina, Craig Morgan, Tim McGraw, Kellie Pickler (su esposa), Clay Walker , Kelly Clarkson, Scotty McCreery y muchos otros. Jacobs también había colaborado con los mejores escritores y artistas, incluidos Darius Rucker, Rachel Thibodeau y Wynonna.
Actuó junto a Kellie Pickler en la serie de telerrealidad de CMT I Love Kellie Pickler.

## Vida personal
El 23 de junio de 2010, la estrella de la música country Kellie Pickler anunció su compromiso con Jacobs, quien le propuso matrimonio el 15 de junio de ese mismo año, el día del cumpleaños de su difunta abuela, mientras estaba en una playa al atardecer después de dos años y medio de noviazgo. Pickler y Jacobs se casaron el 1 de enero de 2011. Jacobs también formó parte de la fundación de UTEC (United Teens Encounter Christ) en el área de Twin Cities de Minnesota, donde tocó en el equipo de música.

## Fallecimiento
Jacobs falleció, producto de una herida de bala autoinfligida  en Nashville, Tennessee, el 17 de febrero del 2023. Tenía 49 años.